# Eutrichota longimana
Eutrichota longimana este o specie de muște din genul Eutrichota, familia Anthomyiidae. A fost descrisă pentru prima dată de Pokorny în anul 1887. Conform Catalogue of Life specia Eutrichota longimana nu are subspecii cunoscute.